# Douglas Hogg, 1:e viscount Hailsham

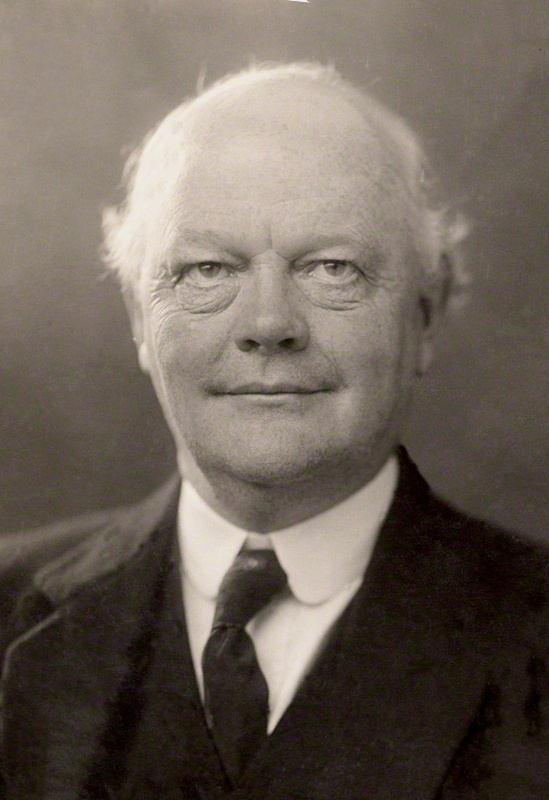
Douglas Hogg, 1:e viscount Hailsham.

Douglas McGarel Hogg, 1:e viscount Hailsham, född 28 februari 1872, död 16 augusti 1950, var en brittisk politiker. Han var son till köpmannen Quintin Hogg, brorson till James McGarel-Hogg, 1:e baron Magheramorne, far till Quintin Hogg, 2:e viscount Hailsham och farfar till Douglas Hogg, 3:e viscount Hailsham.
Hailsham var jurist, attorney general i Stanley Baldwins regering 1922–1924 och 1924–1928 samt konservativ medlem av underhuset 1922–1928, lordkansler 1928–1929 och 1935–1938 samt krigsminister i Ramsay MacDonalds nationella samlingsregering 1931.